# Rožengrunt
Rožengrunt este o localitate din comuna Sveta Ana, Slovenia, cu o populație de 182 de locuitori.